# Martha Argerich Festival
Das Martha Argerich Festival ist ein Festival der Klassischen Musik. Seit 2018 veranstalten die Symphoniker Hamburg mit ihrem Intendanten Daniel Kühnel einmal jährlich in der Laeiszhalle Hamburg ein Festival zusammen mit der Namensgeberin Martha Argerich. Die argentinisch-schweizerische Pianistin lädt dazu stets Ende Juni für ca. zehn Tage namhafte Kammermusiker nach Hamburg ein.

## Geschichte
Ein ähnliches Festival fand fünfzehn Jahre lang in Lugano statt. 2016 fand das mit Progetto Martha Argerich überschriebene Festival zum letzten Mal statt. Schuld an seinem Ende waren finanzielle Probleme und mangelnde Sponsoren. Martha Argerich zog anschließend mit ihrer Veranstaltungsreihe nach nur einem Jahr Pause nach Hamburg um, wo sie mit den Symphonikern Hamburg, der Elbphilharmonie und der Laeiszhalle neue Partner fand.
Zu den Höhepunkten des ersten Martha Argerich Festivals 2018 zählten ein gemeinsamer Auftritt an zwei Klavieren von Martha Argerich und Daniel Barenboim, Auftritte von Martha Argerich mit Mischa Maisky und Thomas Hampson und ein Wiedersehen mit der Violinlegende Ivry Gitlis. Außerdem traten Martha Argerichs Töchter Lyda Chen und Annie Dutoit auf sowie Daniel Barenboims Sohn Michael.
Zu den Höhepunkten 2019 zählten Auftritte von Martha Argerich, Stephen Kovacevich, Khatia Buniatishvili, Dong Hyek Lim, Guy Braunstein, Charles Dutoit, Sylvain Cambreling, Tedi Papavrami, Andrei Ioniță, Nicholas Angelich, Mischa Maisky, Sophie Pacini, Edgar Moreau, Renaud Capuçon, Adrian Iliescu und Gabriela Montero.
Dass erste Festival hatte 9000 Besucher, das zweite 14.000. 2020 musste das Festival auf Grund der COVID-19-Pandemie in Deutschland abgesagt werden.
2021 fand das Festival erneut statt. In diesem Jahr beging die argentinische Pianistin ihren 80. Geburtstag auf dem Festival. Aus diesem Anlass wurde sie mit 16 Konzerten in zwölf Tagen geehrt. Unter anderem trat sie erstmals mit der Geigerin Anne-Sophie Mutter auf. Trotz verschärfter Pandemieregeln kamen 9500 Besucher an den zwölf Tagen.
2022 fanden fünf Konzerte im Großen und drei Konzerte im Kleinen Saal der Halle statt. Einer der Höhepunkte war ein dreistündiges Konzert mit Klavierstücken von Frédéric Chopin bei dem Argerich mit ihrem Enkelsohn David Chen auftrat sowie Martín García García, Dong Hyek Lim sowie Bruce Liu. Daneben trat die Jazzband Aka Moon auf.
2023 fanden insgesamt 11 Konzerte statt. Das Repertoire wurde um portugiesische und indische Musik ergänzt. So war unter anderem die Fado-Sängerin Carminho beteiligt. Ein weiteres Highlight war der gemeinsame Auftritt von Argerich mit ihrem langjährigen Weggefährten Daniel Barenboim, der trotz gesundheitlicher Probleme teilnahm.

## Übersicht
| Jahr | Datum                     | Teilnehmende Künstler (Auswahl) | Ref.                        |
| ---- | ------------------------- | --- | --------------------------- |
| 2018 | 25. Juni bis 2. Juli      | Daniel Barenboim, Mischa Maisky, Thomas Hampson, Ivry Gitli, Lyda Chen, Annie Dutoit, Michael Barenboim | [ 12 ]                      |
| 2019 | 20. bis 30. Juni          | Stephen Kovacevich, Khatia Buniatishvili, Dong Hyek Lim, Guy Braunstein, Charles Dutoit, Sylvain Cambreling, Tedi Papavrami, Andrei Ioniță, Nicholas Angelich, Mischa Maisky, Sophie Pacini, Edgar Moreau, Renaud Capuçon, Adrian Iliescu und Gabriela Montero.                                                                    | [ 13 ]                      |
| 2020 | Ausfall der Veranstaltung | Ausfall der Veranstaltung |                             |
| 2021 | 19. bis 30. Juni          | Daniel Barenboim, Cecilia Bartoli, Sylvain Cambreling, Anne-Sophie Mutter, Maria João Pires, Mischa Maisky, Renaud Capuçon, Gidon Kreme, Kremerata Baltica, Akiko Suwanai, Tedi Papavrami, Adrian Iliescu, Thomas Lefort, Iddo Bar-Shai, Nelson Goerner, Alexej Gerassimez, Lukas Böhm, Stephen Kovacevich, Sayaka Shoji, Carminho | [ 14 ] [ 15 ] [ 16 ] [ 17 ] |
| 2022 | 20. bis 29. Juni          | Daniil Olegowitsch Trifonow, Catriona Morison, Renaud Capuçon, Marina Heredia, Stephen Kovacevich, Mischa Maisky, Sylvain Cambreling, Leonora Armellini, Michael Volle, Sergei Babayan, Aka Moon | [ 18 ] [ 19 ]               |
| 2023 | 20. bis 30. Juni          | Mischa Maisky, Bo Skovhus, Daniel Barenboim, Daniil Olegowitsch Trifonow, Sylvain Cambreling, Michail Wassiljewitsch Pletnjow, Maxim Vengerov, Carminho, Gil Shaham | [ 10 ]                      |